# Split Hills and Long Hill Esker SAC
Split Hills and Long Hill Esker SAC este o arie protejată (arie specială de conservare — SAC, sit de importanță comunitară — SCI) din Irlanda întinsă pe o suprafață de 77,11 ha, integral pe uscat.

## Localizare
Centrul sitului Split Hills and Long Hill Esker SAC este situat la coordonatele 53°23′20″N 7°28′00″W / 53.388834°N 7.466729°V.

## Înființare
Situl Split Hills and Long Hill Esker SAC a fost declarat sit de importanță comunitară în noiembrie 1997 pentru a proteja un număr necunoscut de specii din flora spontană și fauna sălbatică aflate în arealul zonei. Situl a fost protejat și ca arie specială de conservare în decembrie 2019.

## Biodiversitate
Situată în ecoregiunea atlantică, aria protejată conține 1 habitat natural: Pajiști uscate seminaturale și facies de acoperire cu tufișuri pe substraturi calcaroase (Festuco-Brometalia) (* situri importante pentru orhidee).
La baza desemnării sitului se află un număr nedeclarat de specii protejate.
Pe lângă speciile protejate, pe teritoriul sitului au mai fost identificate 3 specii de plante, 1 specie de mamifere.